# Центральная партия

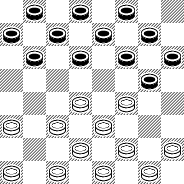
Табия дебюта

Центральная партия — дебют в русских шашках. Одно из старинных начал. Табия дебюта возникает после ходов 1. cd4 fg5 2.gf4 gf6 3.bс3 hg7.
Пример партии.
Д.Шебедев — П.Перельман, 1933. 1.c3-d4 f6-g5 2.g3-f4 g7-f6 3.b2-c3 h8-g7 4.c1-b2 g5-h4 5.f4-e5 d6:f4 6.e3:g5 h6:f4 7.d4-c5 b6:d4 8.c3:g3 a7-b6 9.g3-f4 b6-a5 10.b2-c3 f6-e5 11.f4:d6 c7:e5 12.d2-e3 e7-f6 13.h2-g3! b8-c7? Следует комбинация 14.c3-b4! a5:c3 15.e1-d2 c3:e1 16.g3-f4! e5:g3 17.e3-f4 g3:e5 18.g1-h2 e1:g3 19.h2:b8! +